# 竹南五穀宮
24°41′19″N 120°53′01″E / 24.688583°N 120.883719°E
竹南五穀宮，全稱竹南頭份造橋五穀宮，是位於臺灣苗栗縣竹南鎮新南里的神農廟，為竹南、三灣、頭份、造橋閩客族群所共祀，並有一座神農大帝巨像。

## 早期沿革
乾隆四年（1739年）泉州人林耳順率閩粵兩籍先民卅餘人在今新南里與番社訂約開墾中港溪一帶，該年先民始祀神農大帝。嘉慶二年（1797年）由業戶張徵揚、張三、王獻等倡建廟宇，全稱「竹南頭份造橋五穀宮」。咸豐元年（1851年），分香至三灣五穀廟。同治十三年（1874年）廟身重建，立有捐獻碑。

## 歲時祭儀
該宮創始信眾涵蓋中港溪流域稱為「外庄」、「閩南庄」的竹南，及稱為「內庄」、「客家庄」的三灣、頭份、造橋。客家人以農曆四月廿五日為祭祀日，閩南人則是農曆四月廿六日。

## 現代歷史
1968年翻修時，當時頭份義民廟、合港田寮永貞宮也在翻修，曾有信徒想將此廟移請到義民廟，但擲筊結果否定。1969年前殿重建完成。1971年成立管委會，主委每屆任期四年。
1987年，規劃興建三層後殿，一樓供奉五穀神農大帝，二樓觀世音菩薩、天上聖母等，三樓為釋迦牟尼佛。當年為配合政府政策發展宗教特色建設，開始計畫在後殿增建神農大帝巨像。由林增桶先製作約2公尺高的兩尊神農大帝大神像樣本，其中一座安放在後殿，另一座則作為大神像造模之用。由於大神像造價高達近一億元新台币，長達十一年的興建歷程中，多次因募款不及進度受阻，1998年初更因內部爆發紛爭，彩繪經費遲不能募齊，直到8月初才宣告完工。次年11月29日至12月6日舉辦慶成酬恩福醮，並於五穀宮前、後及頭份鎮後庄、田寮、蟠桃地區搭建神農、天師、北帝、福德、天官五座大型祭壇。
2002年6月6日，舉行石碑亭揭幕儀式，竹南鎮長康世儒及該廟管理委員會共同主持。
2006年，蔡津照擔任主席任內通過修訂組織章程案，議決主委日後由閩南、客家人各輪一屆。

## 巨像景觀

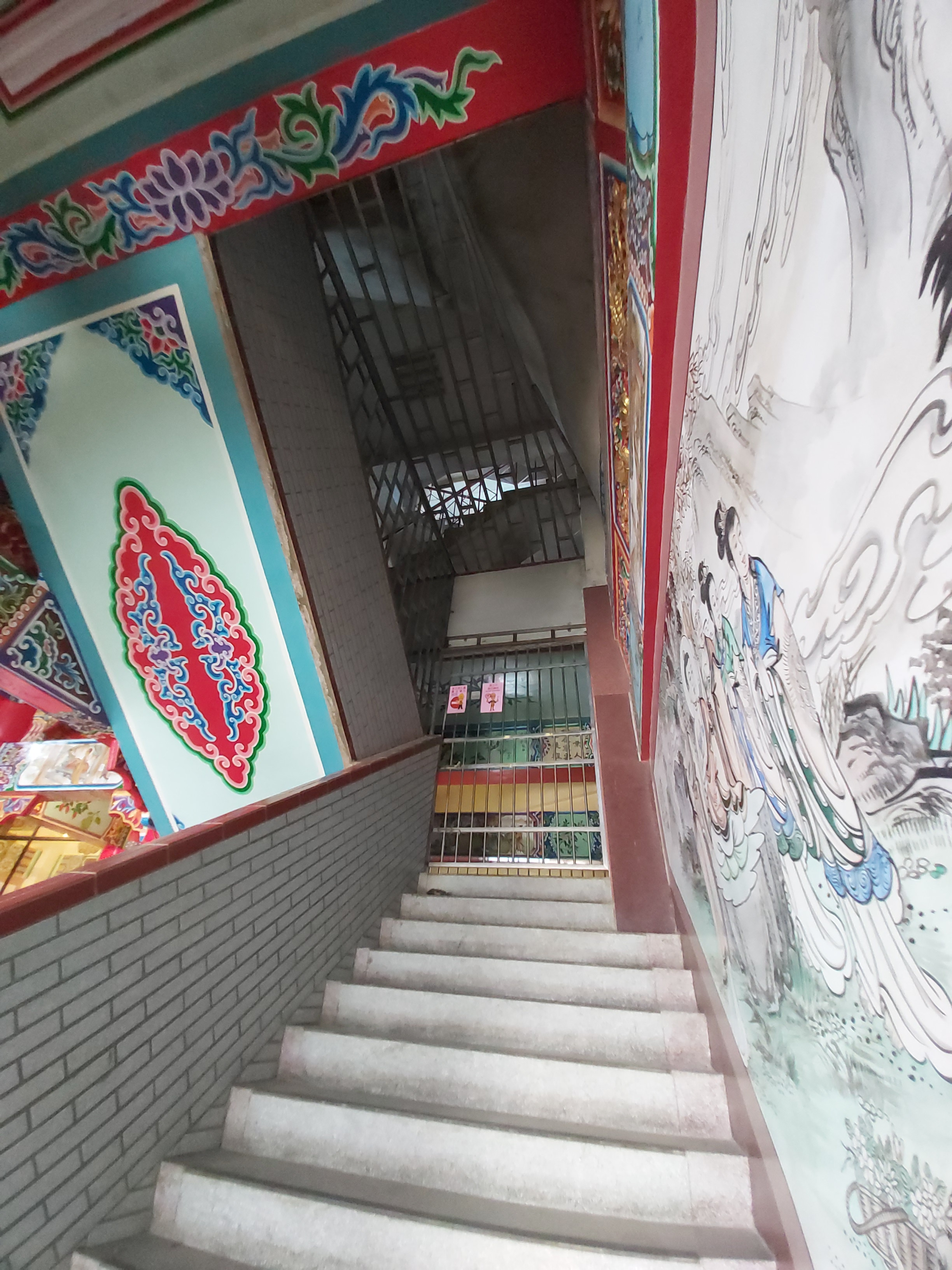
後殿三樓通往巨像室內入口

神農巨像高46.8公尺，前臨中港溪畔、後倚尖筆山，兩側立有雷公、電母、風伯與雨神，在台鐵鐵道與中山高的乘客皆可見到。和竹南后厝龍鳳宫的大媽祖神像相互輝映，為竹南兩大宗教地標。
神農巨像內部中空，原規劃作早期農業耕作器具展示，並以圖片說明神農大帝種植、嘗百草。固定農曆十二月二十四日送神日當天作簡單清潔。在大神像肚臍還設計一處圓形玻璃，可登高望遠，但未對外開放。
2016年9月發起募款，陸續募得三百多萬元於2017年重修整修。

## 外部連結
- 竹南頭份造橋五穀宮的Facebook專頁